# Estadio La Chacra
El estadio La Chacra es un recinto de fútbol ubicado en la calle El Chocón, en la ciudad de Neuquén. Es propiedad del Club Atlético Independiente (Neuquén). Cuenta con una capacidad máxima de 5000 espectadores.
- Datos: Q21403393